# Šķēde

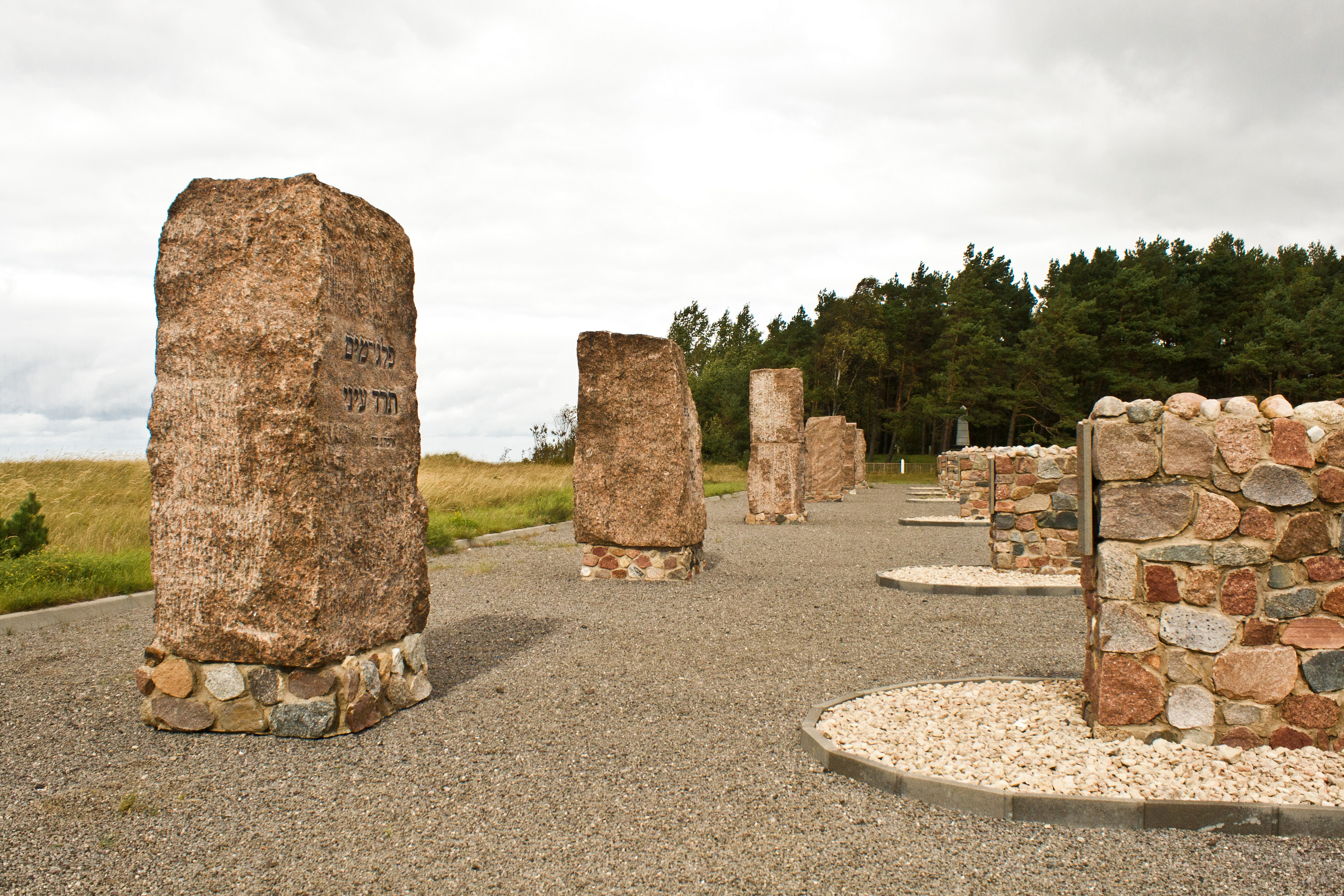
Mémorial sur le site des exécutions.

Skede est lieu-dit situé en banlieue nord de la ville côtière de Liepāja, en Lettonie.
Skede était la plus grande coopérative du pays à l'époque de la République socialiste soviétique de Lettonie.
Au cours de l'Occupation des pays baltes par les Allemands, une partie des massacres de Liepāja furent effectués dans ce qui était un ancien terrain d'entraînement de l'armée lettone.
Le massacre se déroula sur trois jours, du 15 au 17 décembre 1941. Au cours de celui-ci, 2746 ou 2731 juifs et 23 communistes ont été abattus dans les dunes de la plage par des unités de l'Einsatzgruppe A, de la Sicherheitsdienst et Ordnungspolizei avec l'aide de la police et des milices lettonnes. 

Les unités de la Wehrmacht et de la Kriegsmarine participèrent également à cet assassinat de masse ordonné par le SS Fritz Dietrich, le chef de la police à Liepaja.